# Фторид титана(II)
Фторид титана(II) — бинарное неорганическое соединение, соль металла титана и плавиковой кислоты с формулой TiF2, чёрные кристаллы.

## Получение
- Нагревание под давлением смеси фторида титана(III) с титаном:

{\displaystyle {\mathsf {2TiF_{3}+Ti\ {\xrightarrow {700-1400^{o}C}}\ 3TiF_{2}}}}

## Физические свойства
Фторид титана(II) образует чёрные кристаллы.

## Химические свойства
- Диспропорционирует при нагревании:

{\displaystyle {\mathsf {2TiF_{2}\ {\xrightarrow {>420^{o}C}}\ TiF_{4}+Ti}}}